# GK Persei
GK Persei (též Nova Persei 1901) byla jasná nova, která se objevila na obloze v roce 1901. Dosáhla maximální velikosti 0,2 magnitudy a byla nejjasnější novou 20. století až do roku 1918, kdy se jí stala V603 Aquilae. Po výbuchu klesla její jasnost na 12. až 13. magnitudu. Poté začala GK Persei vykazovat nepravidelné výbuchy, kdy zjasňovala o 2 až 3 magnitudy. Od roku 1980 se výbuchy staly poměrně pravidelnými, obvykle trvají přibližně dva měsíce a objevují se přibližně jednou za tři roky. Nova Persei 1901 byl objevena 21. února skotským knězem Thomasem Davidem Andersonem.